# Trackers (serie de televisión)
Trackers es una serie de suspenso y crimen sudafricana producida por Scene 24, Three River Studios, Helle Media y Scribe Studios. Es una adaptación de la novela del mismo nombre de Deon Meyer de 2011, y fue adaptada para televisión por Robert Thorogood , liderando un equipo de escritores sudafricanos. Es la primera coproducción entre el canal de televisión de pago de Sudáfrica M-Net , la red hermana de HBO , Cinemax , y la emisora pública alemana ZDF.
Antes de que se emitiera el último episodio, M-Net anunció que Trackers ya era su programa con mejor rendimiento de 2019.
El 17 de abril de 2020, se anunció que la serie se estrenará en Estados Unidos el 5 de junio de 2020 en Cinemax.
En España se estrenó a través de HBO España a partir del 6 de junio de 2020.

## Personajes

### Personajes principales
- Milla Strachan (Rolanda Marais)

Una mujer de 40 años que encuentra el valor para dejar a su marido maltratador, a su hijo resentido y a una vida de lujos. Ella lucha por encontrar trabajo en un mercado laboral que ha cambiado. Su título en periodismo le asegura un trabajo de investigación como analista en una agencia gubernamental.
- Lemmer (James Gracie)

Un exmiembro de las Fuerzas Especiales y guardaespaldas ministerial. Lemmer reside en Loxton (un pequeño pueblo en el Karoo ) después de que una operación de inteligencia fallida condujo a la terminación de su empleo. Enfoca su tiempo en arreglar una casa vieja y resolver sus problemas de ira.
- Janina Mentz (Sandi Schultz)

La Directora de la Oficina Presidencial de Inteligencia (PBI) que protege diligentemente a los ciudadanos sudafricanos. Participó activamente en la lucha por la liberación del país y está en contra de la corrupción y de cualquiera que socave la independencia del país. Un error operativo en su pasado ahora amenaza el futuro de su oficina.
- Quinn Makebe ( Thapelo Mokoena )

Como director de operaciones de PBI, Quinn compite por el puesto de Janina mientras trabaja de cerca como su segundo al mando . Aunque se le considera inteligente, educado y ambicioso, Janina cuestiona sus intenciones.
- Flea van Jaarsveld ( Trix Vivier )

Una experta rastreadora de vida silvestre con un pasado accidentado.

### Personajes adicionales
- Marca Diederick (Deon Lotz)

Un empresario local con conexiones criminales.
- Barkatulla 'Baboo' Rayan (Kaseran Pillay)

Un hombre local organizando la reunión en el Bo-Kaap entre la célula terrorista local y Al-Qaeda.
- Suleiman Daud (Emmanuel Castis)

El Allajna (El Comité), un representante clave y presunto terrorista islámico buscado por el PBI.
- Shaheed Osman (Brendon Daniels)

El líder de la célula terrorista local que planea el ataque junto con Hamadei y Garba. Se reúne con Daoud como parte del plan para asegurar lo que se necesita para su próximo objetivo.
- Hassan Hamadei (Stefan Erasmo)

Un miembro de la célula terrorista junto con Osman.
- Abdullah Garba (Fabian Edeoye Lojede)

Un miembro de la célula terrorista junto con Osman.
- Inkunzi Shabangu (Sisanda Henna)

Un delincuente local contratado por Osman para secuestrar el camión que transportaba a los rinocerontes negros.
- Lucas Becker (Ed Stoppard)

Becker es un agente de la CIA en una misión encubierta.
- Ismail Daniels (Adrian Alper)

Un informante confidencial de PBI, quien primero notifica a Quinn Makebe sobre el complot terrorista planeado.

## Recepción
Él sitio web del agregador de reseñas Rotten Tomatoes informó un índice de aprobación del 83% para la primera temporada con una calificación promedio de 6/10, según 6 reseñas.

## Transmisión
- España: HBO España[6]

- Latinoamérica: HBO Extreme, HBO Go[10]